# Copa do Paraguai de Futebol de 2019
A Copa do Paraguai de 2019 foi a segunda edição desta competição paraguaia de futebol organizada pela Associação Paraguaia de Futebol (APF). O certame começou em 28 de maio com a fase nacional da competição e terminou em 4 de dezembro de 2019 com a grande decisão. Participaram da disputa clubes da primeira (División de Honor), segunda (División Intermedia), terceira (Primera División B) e quarta (Primera División C) divisão do futebol paraguaio, além dos clubes oriundos da Unión del Fútbol del Interior.
O Libertad consagrou-se campeão do torneio após derrotar na final o Guaraní por 3–0. Como o Libertad (campeão) e o Guaraní (vice) já estão classificados para a Taça Libertadores de 2020, a vaga para a Copa Sul-Americana de 2020, à qual os vencedores originalmente tinham direito, foi dada para o terceiro colocado da competição, o Deportivo Capiatá.

## Regulamento

### Sistema de disputa
A Copa Paraguay de 2019 se iniciou no dia 28 de maio e terminou em 4 de dezembro de 2019. O torneio teve um regulamento simples: todas as fases ocorreram no sistema "mata-mata"; as equipes se enfrentaram em apenas um jogo, quem ganhou avançou de fase, e no caso de empate, a decisão da vaga foi para os pênaltis. O campeão tem uma vaga garantida na Copa Sul-Americana de 2020, caso o campeão tenha vaga na Taça Libertadores da 2020 a vaga é dada ao vice-campeão e assim em diante.

## Participantes
64 clubes participaram desta edição da Copa do Paraguai (Copa Paraguay): 12 da Primera División (Primeira Divisão), 16 da División Intermedia (Segunda Divisão), 11 da Primera B (Terceira Divisão), 8 da Primera C (Quarta Divisão) e 17 campeões das ligas de cada departamento do Paraguai como representantes da Unión del Fútbol del Interior (UFI).

### Primeira Divisão
Participaram da competição, todas as 12 equipes da Primera División:
- Cerro Porteño
- Deportivo Capiatá
- Deportivo Santaní
- General Díaz
- Guaraní
- Libertad
- Nacional
- Olimpia
- River Plate
- Sol de América
- Sportivo Luqueño
- Sportivo San Lorenzo

### Segunda Divisão
Todas as 16 equipes da División Intermedia também participaram:
- 2 de Mayo
- 3 de Febrero (CDE)
- 12 de Octubre (I)
- Atyrá
- Deportivo Caaguazú
- Fernando de la Mora
- Fulgencio Yegros
- General Caballero (JLM)
- Guaireña
- Independiente (CG)
- Ovetense
- R.I. 3 Corrales
- Resistencia
- Rubio Ñu
- Sportivo Iteño
- Sportivo Trinidense

### Terceira Divisão
As 9 equipes colocadas do 2º ao 10º lugar da temporada 2018 da Primera B e as duas primeiras da temporada 2018 da Primera C, também se classificaram:
- 3 de Febrero FBC
- Atlántida
- Colegiales
- Cristóbal Colón (JAS)
- Cristóbal Colón (Ñ)
- Presidente Hayes
- Recoleta
- Sportivo Ameliano
- Sportivo Limpeño
- Tacuary
- Tembetary

### Quarta Divisão
As equipes colocadas do 3º ao 10º lugar na temporada anterior da Primera C também se classificaram:
- 1° de Marzo
- 12 de Octubre (SD)
- Atlético Juventud
- General Caballero (CG)
- Humaitá
- Oriental
- Silvio Pettirossi
- Sport Colonial

### UFI
Os campeões de cada um dos 17 departamentos do Paraguai se classificaram para a competição:
- Sportivo San Juan (Concepción)
- Porvenir FC (San Pedro)
- Sport Valenzolano (Cordillera)
- 12 de Octubre (PY) (Guairá)
- Sol de América (P) (Caaguazú)
- 16 de Agosto (Caazapá)
- Athletic FBC (Itapúa)
- 19 de Marzo FBC (Misiones)
- Sud América (Paraguarí)
- SCD San Antonio (Alto Paraná)
- 3 de Mayo (Central)
- 1° de Marzo FBC (Ñeembucú)
- Aquidabán (Amambay)
- Sport Santo Domingo (Canindeyú)
- Independiente (N) (Presidente Hayes)
- Nueva Estrella (Boquerón)
- Sport Puerto Diana (Alto Paraguay)

## Primeira fase
O sorteio para a primeira fase foi realizado em 16 de maio de 2019 e os jogos foram disputados de 28 de maio a 25 de julho de 2019.
| 28 de maio de 2019 | 12 de Octubre (PY) | 0 – 3     | Sportivo Iteño                   | Villarrica                                         |  |
| 13:00              |                    | Relatório | - Torres 64', 81' - Sanabria 85' | Estádio: Parque del Guairá Árbitro: Marcos Galeano |  |

| 28 de maio de 2019 | Humaitá          | 1 – 4     | Guaireña                                      | Villarrica                                      |  |
| 15:00              | - Arzamendia 21' | Relatório | - Duarte 8', 65' - Delvalle 66' - Galeano 83' | Estádio: Parque del Guairá Árbitro: David Ojeda |  |

| 29 de maio de 2019 | Cristóbal Colón (Ñ)               | 3 – 0     | Deportivo Caaguazú | Coronel Oviedo                                       |  |
| 13:00              | - Roa 18', 28' - Ev. Amarilla 72' | Relatório |                    | Estádio: Ovetenses Unidos Árbitro: Orlando Achucarro |  |

| 29 de maio de 2019 | Sport Colonial | 1 – 5     | Ovetense                                                 | Coronel Oviedo                                |  |
| 15:00              | - Cáceres 84'  | Relatório | - Mena 34', 75' - Aquino 57' - Benítez 73' - Ledesma 80' | Estádio: Ovetenses Unidos Árbitro: Osmar Soto |  |

| 30 de maio de 2019 | Sol de América (P)                                                                                                 | 16 – 3    | Sport Puerto Diana                          | Itauguá                                            |  |
| 16:00              | - Ortiz 3', 5', 24', 26', 41' - Zorrila 9', 18' - Martínez 29', 37', 86' - Popp 47' - Portillo 49', 50' - Sosa 84' | Relatório | - Barboza 16' - Paya 61' (pen.) - Pérez 69' | Estádio: Luis Alberto Salinas Árbitro: Juan Franco |  |

| 30 de maio de 2019 | 12 de Octubre (SD) | 0 – 3     | 12 de Octubre (I)                         | Itauguá                                                 |  |
| 18:15              |                    | Relatório | - Ríos 35' - Villamayor 46' - Ovejero 87' | Estádio: Luis Alberto Salinas Árbitro: Víctor Ruiz Díaz |  |

| 4 de junho de 2019                                   | Oriental                                | 2 – 2 (2–3 pen.)                   | Sportivo San Juan                      | Pedro Juan Caballero                        |  |
| 14:00                                                | - Martínez 26' (pen.) - D. González 85' | Relatório                          | - Florenciañez 4' (pen.) - Benítez 64' | Estádio: Río Parapití Árbitro: Carmen Gómez |  |
|                                                      |                                         | Penalidades                        |                                        |                                             |  |
| - C. González - Soler - Martínez - Aguilera - Alfaro |                                         | - Mora - Blanco - Lovera - Benítez |                                        |                                             |  |

| 4 de junho de 2019 | Silvio Pettirossi | 0 – 1     | 2 de Mayo            | Pedro Juan Caballero                            |  |
| 16:15              |                   | Relatório | - Benítez 68' (o.g.) | Estádio: Río Parapití Árbitro: Rodrigo Cubillas |  |

| 6 de junho de 2019 | Tacuary                              | 3 – 0     | Resistencia | Assunção                                     |  |
| 19:00              | - Núñez 23' - Valdez 68' - Vidal 84' | Relatório |             | Estádio: Martín Torres Árbitro: Nelson Palma |  |

| 6 de junho de 2019 | Atlético Juventud | 1 – 0     | Sportivo Trinidense | Assunção                                          |  |
| 19:15              | - García 39'      | Relatório |                     | Estádio: Martín Torres Árbitro: Gedidias Zacarías |  |

| 11 de junho de 2019                   | 19 de Marzo FBC  | 1 – 1 (2–3 pen.)                      | General Caballero (CG) | Encarnación                                                      |  |
| 13:00                                 | - Espinoza 90+6' | Relatório                             | - López 40'            | Estádio: 22 de Setiembre Árbitro: Paulino de los Santos Palacios |  |
|                                       |                  | Penalidades                           |                        |                                                                  |  |
| - González - Báez - Fretes - Espinoza |                  | - López - Da Silva - Osmar - González |                        |                                                                  |  |

| 11 de junho de 2019 | Colegiales                | 2 – 0     | Athletic FBC | Encarnación                                      |  |
| 15:00               | - Zarza 59' - Coronel 64' | Relatório |              | Estádio: 22 de Setiembre Árbitro: Nelson Alcaraz |  |

| 12 de junho de 2019 | Nueva Estrella | 1 – 9     | 3 de Febrero (CDE)                                                                                  | Villa Hayes                                        |  |
| 13:00               | - González 76' | Relatório | - Chávez 5', 56' - Arce 26', 50' - Riveros 39' - Pereira 61', 64' - Arrúa 72' - González 80' (pen.) | Estádio: Isidro Roussillón Árbitro: Zulma Quiñonez |  |

| 12 de junho de 2019 | Independiente (N) | 0 – 4     | Rubio Ñu                                          | Villa Hayes                                        |  |
| 15:00               |                   | Relatório | - Pérez 32' - Garay 39' - Matta 86' - Peralta 87' | Estádio: Isidro Roussillón Árbitro: Alberto Candia |  |

| 13 de junho de 2019 | 1° de Marzo FBC    | 1 – 2     | Atyrá                    | Capiatá                                         |  |
| 17:00               | - Ayala 42' (pen.) | Relatório | - Giménez 29' - Vera 85' | Estádio: Erico Galeano Árbitro: Arnaldo Vergara |  |

| 13 de junho de 2019 | 3 de Mayo     | 1 – 3     | R.I. 3 Corrales               | Capiatá                                        |  |
| 19:15               | - Sánchez 64' | Relatório | - Areco 26', 27' - Mareco 40' | Estádio: Erico Galeano Árbitro: Fernando López |  |

| 9 de julho de 2019 | Cristóbal Colón (JAS) | 1 – 2     | Fernando de la Mora | San Lorenzo                                   |  |
| 17:15 | - Mareco 45'          | Relatório | - Morales 71', 85'  | Estádio: Gunther Vogel Árbitro: Edgar Barrios |  |
| Nota: A partida foi marcada originalmente para o dia 5 de junho às 17:00 em Assunção, mas foi adiada para evitar confrontos com um jogo amistoso da Seleção Paraguaia de Futebol. Foi remarcada para 9 de julho às 17:15 em San Lorenzo.. |                       |           |                     |                                               |  |

| 9 de julho de 2019 | Sportivo Limpeño | 0 – 4     | Olimpia                                                            | Assunção                                           |  |
| 19:45              |                  | Relatório | - Montenegro 23' - De la Cruz 24' - Ortega 52' (pen.) - Candia 86' | Estádio: Manuel Ferreira Árbitro: Sergio Melgarejo |  |

| 10 de julho de 2019 | Sport Valenzolano | 0 – 3     | General Caballero (JLM)                 | Dr. Juan León Mallorquín                          |  |
| 13:00               |                   | Relatório | - Acuña 42' - Romero 55' - Brizuela 88' | Estádio: Leandro Ovelar Árbitro: Paulino Palacios |  |

| 10 de julho de 2019 | SCD San Antonio                    | 2 – 8     | Libertad | Dr. Juan León Mallorquín                       |  |
| 15:00               | - Gamarra 45' (pen.) - Sánchez 90' | Relatório | - Sanabria 17' - Rivero 35' - Benítez 40' - H. Martínez 48' - Franco 54', 55' - A. Martínez 59' - Aquino 69' | Estádio: Leandro Ovelar Árbitro: Sixto Mercado |  |

| 11 de julho de 2019 | 3 de Febrero FBC | 0 – 3     | Nacional                 | Itauguá                                            |  |
| 17:15               |                  | Relatório | - González 20', 65', 87' | Estádio: Luis Alberto Salinas Árbitro: David Ojeda |  |

| 11 de julho de 2019 | 16 de Agosto | 0 – 6     | Sportivo San Lorenzo                                                         | Itauguá                                              |  |
| 19:45               |              | Relatório | - Vargas 13', 14' - A. Fernández 22' - A. Cáceres 67' - Otazú 70' - Said 86' | Estádio: Luis Alberto Salinas Árbitro: Víctor Robles |  |

| 16 de julho de 2019 | Presidente Hayes | 1 – 2     | River Plate               | Assunção                                        |  |
| 17:15               | - Noguera 3'     | Relatório | - Alfonso 80' - Ayala 85' | Estádio: Ricardo Gregor Árbitro: Zulma Quiñónez |  |

| 16 de julho de 2019 | 1° de Marzo | 0 – 3     | Sportivo Luqueño                            | Assunção                                        |  |
| 19:45               |             | Relatório | - Salinas 67' - Fernández 70' - Moreira 73' | Estádio: Ricardo Gregor Árbitro: Fernando López |  |

| 17 de julho de 2019 | Porvenir FC    | 1 – 4     | Sol de América                                      | Itauguá                                                  |  |
| 17:15               | - Sequeira 64' | Relatório | - Viera 38' - Acuña 47' - Jourdan 58' - Cáceres 73' | Estádio: Luis Alberto Salinas Árbitro: Augusto Alvarenga |  |

| 17 de julho de 2019 | Atlántida | 0 – 3     | Cerro Porteño                                         | Assunção                                              |  |
| 19:45               |           | Relatório | - Churín 66' (pen.) - Cardozo 71' - Fariña 82' (pen.) | Estádio: General Pablo Rojas Árbitro: Carlos Amarilla |  |

| 18 de julho de 2019 | Sport Santo Domingo | 0 – 5     | General Díaz                                       | San Estanislao                                    |  |
| 17:15               |                     | Relatório | - Doldán 11', 21', 52' - Ríos 39' - Santa Cruz 62' | Estádio: Juan José Vázquez Árbitro: César Herrera |  |

| 18 de julho de 2019 | Sud América | 0 – 5     | Deportivo Santaní                                          | San Estanislao                                   |  |
| 19:45               |             | Relatório | - Beltrán 18' - Litre 68', 89' - Gómez 90+2' - Pérez 90+3' | Estádio: Juan José Vázquez Árbitro: Carmen Gómez |  |

| 23 de julho de 2019 | Recoleta    | 1 – 3     | Guaraní                                          | Assunção                                  |  |
| 18:30               | - Petit 70' | Relatório | - Contrera 5' (pen.) - González 25' - Aquino 72' | Estádio: River Plate Árbitro: Julio Ojeda |  |

| 24 de julho de 2019 | Aquidabán     | 1 – 8     | Deportivo Capiatá                                                                                      | Pedro Juan Caballero                             |  |
| 16:00               | - Giménez 80' | Relatório | - Menghi 15' - González 19' - Marabel 52' - Irrazábal 57' - Escobar 59', 81' (pen.), 86' - Salomón 89' | Estádio: Río Parapití Árbitro: Gedidias Zacarías |  |

| 25 de julho de 2019 | Sportivo Ameliano       | 3 – 0     | Fulgencio Yegros | Assunção                                             |  |
| 15:00               | - Rojas 72', 80', 90+2' | Relatório |                  | Estádio: Ricardo Gregor Árbitro: Giancarlo Juliadoza |  |

| 25 de julho de 2019 | Tembetary                   | 2 – 0     | Independiente (CG) | Assunção                                       |  |
| 18:30 | - Romero 73' - Martínez 75' | Relatório |                    | Estádio: Ricardo Gregor Árbitro: Sixto Mercado |  |
| Nota: A partida foi originalmente agendada para o dia 5 de junho às 19:15 em Assunção, mas foi adiada para uma data posterior à Copa América de 2019, a fim de evitar um confronto com um jogo amistoso da Seleção Paraguaia de Futebol. Foi remarcada para 25 de julho às 18:30 em Assunção. |                             |           |                    |                                                |  |

## Segunda fase
As partidas desta fase foram disputadas de 7 de agosto a 3 de setembro de 2019.
| 7 de agosto de 2019                          | Cerro Porteño | 1 – 1 (3–4 pen.)                           | 2 de Mayo  | San Estanislao                                   |  |
| 18:30                                        | - Saiz 4'     | Relatório                                  | - Jara 89' | Estádio: Juan José Vázquez Árbitro: Marco Franco |  |
|                                              |               | Penalidades                                |            |                                                  |  |
| - Aguilar - Saiz - Acosta - Benítez - Fariña |               | - Jara - Mendoza - Zárate - Román - Borjas |            |                                                  |  |

| 8 de agosto de 2019 | Olimpia                                  | 3 – 0     | Colegiales | Villarrica                                        |  |
| 15:00               | - Ovelar 25' - Torres 60' - Ortega 90+1' | Relatório |            | Estádio: Parque del Guairá Árbitro: Alipio Colmán |  |

| 13 de agosto de 2019 | Guaireña     | 1 – 0     | General Díaz | Villarrica                                               |  |
| 14:00                | - Verdún 38' | Relatório |              | Estádio: Parque del Guairá Árbitro: Giancarlos Juliadoza |  |

| 13 de agosto de 2019                                          | Cristóbal Colón (Ñ) | 1 – 1 (6–5 pen.)                                                | Sportivo San Lorenzo | Itauguá                                              |  |
| 16:15                                                         | - Duarte 50'        | Relatório                                                       | - Fernández 30'      | Estádio: Luis Alberto Salinas Árbitro: César Herebia |  |
|                                                               |                     | Penalidades                                                     |                      |                                                      |  |
| - Roa - Bareiro - Duarte - Lugo - Villalba - Palacios - Gómez |                     | - Ferreira - Paredes - Ariosa - González - Miño - Román - Reyes |                      |                                                      |  |

| 13 de agosto de 2019                                        | 12 de Octubre (I) | 0 – 0 (3–4 pen.)                                             | Ovetense | Itauguá                                                 |  |
| 18:30                                                       |                   | Relatório                                                    |          | Estádio: Luis Alberto Salinas Árbitro: Sergio Melgarejo |  |
|                                                             |                   | Penalidades                                                  |          |                                                         |  |
| - Lesme - Ávalos - Ovejero - Barrientos - Presentado - Ríos |                   | - Irala - Cochere - Soloaga - Rivero - Hermosilla - Ferreira |          |                                                         |  |

| 14 de agosto de 2019               | Atlético Juventud | 1 – 1 (1–4 pen.)                           | Sol de América (P) | Dr. Juan León Mallorquín                      |  |
| 12:45                              | - González 34'    | Relatório                                  | - Carballo 63'     | Estádio: Leandro Ovelar Árbitro: Carmen Gómez |  |
|                                    |                   | Penalidades                                |                    |                                               |  |
| - Nicolicchia - Minseong - Peralta |                   | - Martínez - Barrios - Portillo - Carballo |                    |                                               |  |

| 14 de agosto de 2019 | General Caballero (JLM) | 0 – 1     | Guaraní      | Dr. Juan León Mallorquín                       |  |
| 15:00                |                         | Relatório | - Aquino 89' | Estádio: Leandro Ovelar Árbitro: Sixto Mercado |  |

| 15 de agosto de 2019 | Tembetary      | 1 – 2     | Libertad                    | Villa Elisa                                          |  |
| 16:15                | - Martínez 28' | Relatório | - Martínez 70' - Oviedo 87' | Estádio: Luis Alfonso Giagni Árbitro: Carlos Benítez |  |

| 15 de agosto de 2019 | Sol de América                                     | 4 – 1     | General Caballero (CG) | Villa Elisa                                            |  |
| 18:30                | - Cubilla 26' - Ruíz Díaz 38', 53' - Centurión 83' | Relatório | - Velásquez 78'        | Estádio: Luis Alfonso Giagni Árbitro: Rodrigo Serafini |  |

| 20 de agosto de 2019 | Deportivo Santaní               | 2 – 1     | Sportivo Ameliano | Assunção                                      |  |
| 16:15                | - Chamorro 57' - Leguizamón 89' | Relatório | - Mazacote 9'     | Estádio: La Arboleda Árbitro: Carlos Amarilla |  |

| 20 de agosto de 2019 | Sportivo Luqueño | 1 – 0     | Rubio Ñu | Assunção                                  |  |
| 18:30                | - Domínguez 42'  | Relatório |          | Estádio: La Arboleda Árbitro: Julio Ojeda |  |

| 21 de agosto de 2019                            | R.I. 3 Corrales           | 2 – 2 (2–3 pen.)                             | Nacional                   | Ciudad del Este                               |  |
| 16:15                                           | - Pedrozo 8' - Agüero 85' | Relatório                                    | - Costa 11' - González 76' | Estádio: Antonio Aranda Árbitro: Marco Franco |  |
|                                                 |                           | Penalidades                                  |                            |                                               |  |
| - Duarte - Del Valle - Pedrozo - Agüero - López |                           | - Rojas - Cáceres - Derlis Alegre - Paniagua |                            |                                               |  |

| 22 de agosto de 2019 | Tacuary | 0 – 3     | Fernando de la Mora              | Atyrá                                                  |  |
| 12:45                |         | Relatório | - Báez 49', 72' - Quintana 90+1' | Estádio: San Francisco de Asís Árbitro: Zulma Quiñonez |  |

| 22 de agosto de 2019                                 | Sportivo Iteño | 1 – 1 (2–3 pen.)                                    | Atyrá           | Atyrá                                                  |  |
| 15:00                                                | - Vera 67'     | Relatório                                           | - Fraquelli 11' | Estádio: San Francisco de Asís Árbitro: Fernando López |  |
|                                                      |                | Penalidades                                         |                 |                                                        |  |
| - Martínez - Laxague - Oviedo - Silguero - Bobadilla |                | - Martínez - Ferreira - Romero - Maidana - Chaparro |                 |                                                        |  |

| 28 de agosto de 2019                      | 3 de Febrero (CDE) | 1 – 1 (3–5 pen.)                            | River Plate | Ciudad del Este                              |  |
| 16:00                                     | - Villalba 50'     | Relatório                                   | - Ayala 41' | Estádio: Antonio Aranda Árbitro: David Ojeda |  |
|                                           |                    | Penalidades                                 |             |                                              |  |
| - Sanabria - González - Mareco - Brizuela |                    | - Ayala - Requena - Gauto - Almada - Prieto |             |                                              |  |

| 3 de setembro de 2019 | Deportivo Capiatá                                                | 5 – 1     | Sportivo San Juan | San Estanislao                                   |  |
| 17:00                 | - Irrazábal 7' - Agüero 12' - Acosta 40' - Roa 69' - Escobar 84' | Relatório | - Blanco 64'      | Estádio: Juan José Vázquez Árbitro: Marco Franco |  |

## Oitavas de final
As partidas desta fase foram disputadas de 10 a 19 de setembro de 2019.
| 10 de setembro de 2019                                   | 2 de Mayo    | 1 – 1 (3–4 pen.)                                            | Guaireña    | Pedro Juan Caballero                             |  |
| 16:30                                                    | - Araujo 60' | Relatório                                                   | - Acosta 5' | Estádio: Río Parapití Árbitro: Gedidías Zacarías |  |
|                                                          |              | Penalidades                                                 |             |                                                  |  |
| - Aranda - Mendoza - Franco - Escobar - Borjas - Vázquez |              | - Ortigoza - Claridge - Colmán - Acosta - Galeano - Aguilar |             |                                                  |  |

| 10 de setembro de 2019 | Sportivo Luqueño          | 2 – 0     | Nacional | Villa Elisa                                               |  |
| 18:45                  | - Ibarra 2' - Marín 90+2' | Relatório |          | Estádio: Luis Alfonso Giagni Árbitro: Giancarlo Juliadoza |  |

| 11 de setembro de 2019 | Libertad                                  | 3 – 2     | Fernando de la Mora     | Assunção                                     |  |
| 16:30                  | - Oviedo 19' - Martínez 21' - Bogarín 76' | Relatório | - Lugo 5' - Morales 88' | Estádio: Arsenio Erico Árbitro: Marco Franco |  |

| 11 de setembro de 2019                                  | Olimpia | 0 – 0 (4–5 pen.)                              | Cristóbal Colón (Ñ) | Capiatá                                     |  |
| 18:45                                                   |         | Relatório                                     |                     | Estádio: Erico Galeano Árbitro: David Ojeda |  |
|                                                         |         | Penalidades                                   |                     |                                             |  |
| - Viudez - Fernández - Ovelar - De la Cruz - Montenegro |         | - Villagra - Palacios - Duarte - Gómez - Lugo |                     |                                             |  |

| 12 de setembro de 2019 | Ovetense | 0 – 1     | Deportivo Capiatá | Assunção                                    |  |
| 18:45                  |          | Relatório | - Roa 54'         | Estádio: River Plate Árbitro: Sixto Mercado |  |

| 17 de setembro de 2019 | Deportivo Santaní | 1 – 0     | River Plate | San Estanislao                                          |  |
| 16:30                  | - Giménez 40'     | Relatório |             | Estádio: Juan José Vázquez Árbitro: Giancarlo Juliadoza |  |

| 18 de setembro de 2019 | Guaraní                                                            | 5 – 0     | Sol de América (P) | Itauguá                                               |  |
| 18:45                  | - Ortigoza 3', 88' - R. Fernández 18' - Florentín 67' - Aquino 76' | Relatório |                    | Estádio: Luis Alberto Salinas Árbitro: Carlos Benítez |  |

| 19 de setembro de 2019 | Atyrá | 0 – 2     | Sol de América         | Luque                                             |  |
| 18:45                  |       | Relatório | - Pardo 5' - Viera 17' | Estádio: General Adrián Jara Árbitro: Julio Ojeda |  |

## Quartas de finais
As partidas desta fase foram disputadas de 9 a 16 de outubro de 2019.
| 9 de outubro de 2019                         | Guaireña | 0 – 0 (1–3 pen.)                      | Sol de América | Villarrica                                              |  |
| 16:30                                        |          | Relatório                             |                | Estádio: Parque del Guairá Árbitro: Giancarlo Juliadoza |  |
|                                              |          | Penalidades                           |                |                                                         |  |
| - Fernández - Claridge - Ortigoza - Valiente |          | - Colombini - Mendoza - Rojas - Pardo |                |                                                         |  |

| 10 de outubro de 2019 | Libertad       | 1 – 0     | Sportivo Luqueño | Assunção                                      |  |
| 20:00                 | - Martínez 72' | Relatório |                  | Estádio: Arsenio Erico Árbitro: Alipio Colmán |  |

| 16 de outubro de 2019 | Cristóbal Colón (Ñ) | 1 – 3     | Deportivo Capiatá                             | Itauguá                                           |  |
| 17:45                 | - Roa 12'           | Relatório | - Cáceres 35' - Martínez 90+1' - Acosta 90+5' | Estádio: Luis Alberto Salinas Árbitro: Juan López |  |

| 16 de outubro de 2019 | Guaraní                    | 2 – 1     | Deportivo Santaní | Villa Elisa                                        |  |
| 20:00                 | - Ortigoza 50' - Lopes 89' | Relatório | - Díaz 39'        | Estádio: Luis Alfonso Giagni Árbitro: Juan Benítez |  |

## Semifinais
As semifinais foram disputadas nos dias 5 e 6 de novembro de 2019.
| 5 de novembro de 2019 | Sol de América | 1 – 4     | Libertad                                                 | Assunção                                   |  |
| 19:30                 | - Ferreira 65' | Relatório | - Cardozo 30' - Martínez 32' - Sanabria 37' - Franco 60' | Estádio: Arsenio Erico Árbitro: Juan López |  |

| 6 de novembro de 2019 | Deportivo Capiatá | 1 – 5     | Guaraní                                                                      | Villa Elisa                                          |  |
| 19:30                 | - Aguada 55'      | Relatório | - Redes 27' - Ortigoza 33' - Florentín 40' - Aquino 49' - F. Fernández 90+3' | Estádio: Luis Alfonso Giagni Árbitro: Julio Quintana |  |

## Disputa pelo terceiro lugar
O confronto pela medalha de bronze entre o Deportivo Capiatá e o Sol de América foi disputado na terça-feira, 5 de dezembro, no estádio Luis Salinas, em Itauguá. O vencedor garantiu classificação para a Copa Sul-Americana de 2020, levando em consideração que os finalistas (Libertad e Guaraní) já estão classificados para a Taça Libertadores de 2020.
| 5 de dezembro de 2019                                               | Sol de América | 0 – 0 (5–6 pen.)                                                        | Deportivo Capiatá | Itauguá                                        |  |
| 19:00                                                               |                | Relatório                                                               |                   | Estádio: Luis Salinas Árbitro: Carlos Amarilla |  |
|                                                                     |                | Penalidades                                                             |                   |                                                |  |
| - Mendoza - Viera - Pardo - Jourdan - Centurión - Villalba - Fredes |                | - Irrazábal - Sosa - Cáceres - Marabel - Martínez - Vergara - Fernández |                   |                                                |  |

## Final
Libertad e Guaraní decidiram o título da Copa Paraguay no estádio Defensores del Chaco. O jogo aconteceu na quarta-feira, 4 de dezembro, a partir das 19:00. Cabe destacar também que foi a primeira partida na história do futebol paraguaio a utilizar o árbitro assistente de vídeo ou VAR (do inglês Video Assistant Referee).
| 4 de dezembro de 2019 | Libertad                          | 3 – 0     | Guaraní | Assunção                                           |  |
| 19:00                 | - Martínez 41', 51' - Bareiro 66' | Relatório |         | Estádio: Defensores del Chaco Árbitro: Éber Aquino |  |

## Premiação
| Copa do Paraguai de 2019          |
| --------------------------------- |
| Club Libertad Campeão (1º título) |

## Estatísticas

### Artilharia
| Gols | Jogador          | Clube                |
| ---- | ---------------- | -------------------- |
| 7    | Adrián Martínez  | Libertad             |
| 7    | Richard Ortiz    | Sol de América (JMF) |
| 4    | Fabio Escobar    | Deportivo Capiatá    |
| 4    | Claudio Aquino   | Guaraní              |
| 4    | José Ortigoza    | Guaraní              |
| 4    | Lucas González   | Nacional             |
| 3    | Juan Roa         | Cristóbal Colón (Ñ)  |
| 3    | Emmanuel Morales | Fernando de la Mora  |
| 3    | Diego Doldán     | General Díaz         |
| 3    | Iván Franco      | Libertad             |
| 3    | Juan Martínez    | Sol de América (JMF) |
| 3    | Sergio Rojas     | Sportivo Ameliano    |